# Kelet-afrikai Közösség
A Kelet-afrikai Közösség (EAC) egy államközi szervezet, amelynek jelenleg öt tagja van Kelet-Afrikából: Burundi, Kenya, Ruanda, Tanzánia és Uganda. A közösség jelenlegi elnöke Jakaya Kikwete, aki a Tanzániai Egyesült Köztársaság elnöke is egyben. A szervezetet 1967-ben alapították, 10 év múlva, 1977-ben összeomlott, de 2000. július 7-én újraalapították. Az intézmény és benne az összes tagállam tagja az Afrikai Gazdasági Közösségnek.
A Kelet-afrikai Közösség az előfutára egy Kelet-afrikai Szövetségnek, melynek lényege, hogy az öt tagállam egy új államba tömörül. 2010-ben az EAC azt kezdeményezte, hogy közös legyen a tőke, a munkaerő, a pénznem és a teljes politikai szövetség.
2013-ban az öt ország elnökei aláírtak egy egyezményt, amely szerint 10 éven belül komoly lépéseket tesznek a monetáris unió felé.

## Története
Kenyának, Tanzániának és Ugandának hasonló történelme van. A három ország sokszor működött együtt a 20. századtól kezdődően. Kenya és Uganda közt vámunió jött létre 1917-ben, amelyhez a mai Tanzánia egyik elődje, Tanganyika is csatlakozott 10 évvel később, 1927-ben. E három ország gazdasági együttműködésével jött létre a Kelet-afrikai Bizottság (1948 - 1961), amelyet később átneveztek Kelet-afrikai Egységes Szolgáltatások Szervezetének (1961 - 1967). A három országot összetartó szervezet 1967-ben kapta meg a mai nevét. Burundi és Ruanda 2009. július 6-án lépett be a közösségbe.
A Kenyai Kolónia, az Ugandai Protektorátus és a Tanganyika Territórium nevű brit gyarmatok közti együttműködés először - hivatalosan - 1948-ban kezdődött meg a Kelet-afrikai Bizottság létrejöttével. Ez a szervezet biztosította a vámuniót, a közös külső vámot, és a szolgáltatásokat közlekedés és kommunikáció, valamint a kutatás és oktatás terén is. A függetlenség elnyerése után az országok folytatták közös együttműködésüket, azonban a szervezet nevét megváltoztatták. Ezt követően már az egységszervezet neve Kelet-afrikai Egységes Szolgáltatások Szervezet volt. Már akkor is sok megfigyelő gondolta úgy, hogy a három ország politikai szövetsége föderációs államot fog létrehozni. Az új közösség nehézségekbe ütközött, mert a közös tervek akadályokba ütköztek, mert az akkori Kenya gazdasága túlsúlyban volt a másik két országhoz képest. 1967-ben újbóli névváltoztatás történt. Akkor kapta meg a Kelet-afrikai Közösség nevet az intézmény. Ennek a szervnek szintén az volt a célja, mint elődeinek: erősítse a kapcsolatokat a tagországok között, a közös piac és vámtarifa megteremtése. Ennek eredményeképpen mindhárom tagországban kiegyensúlyozott gazdasági növekedés következett be.

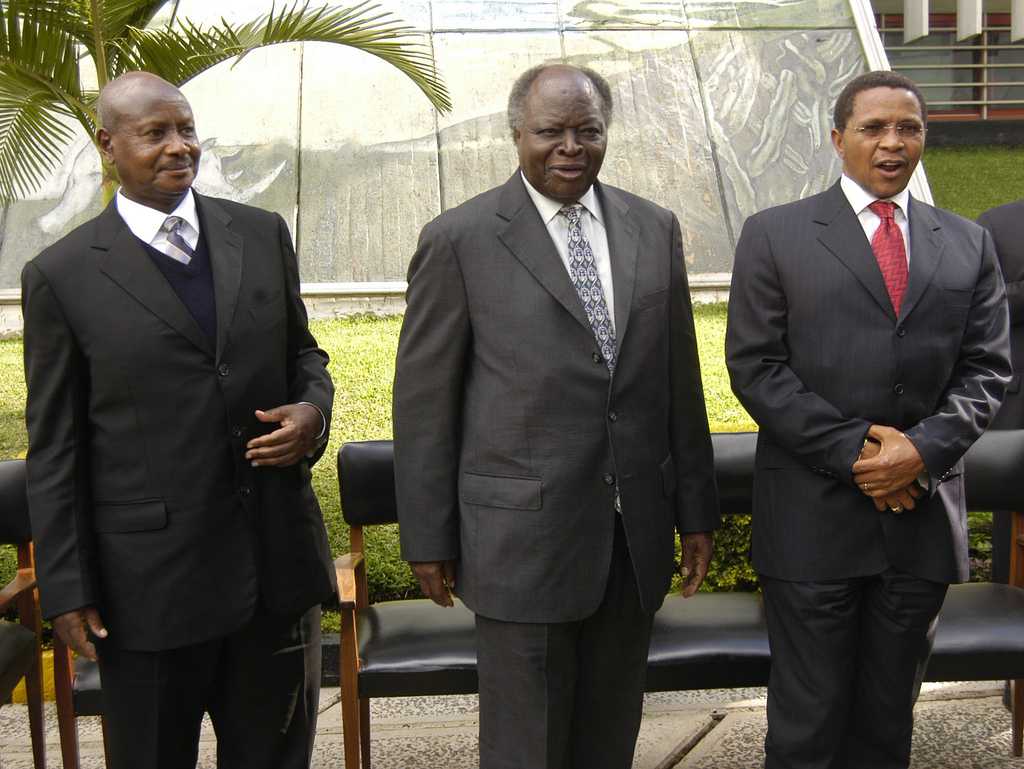
A Kelet-afrikai Közösség vezetői 2006-ban Arushában. Balról jobbra Yoweri Museveni ugandai, Mwai Kibaki kenyai és Jakaya Kikwete tanzániai elnök

1977-ben, tíz év működés után a közösség összeomlott. Az összeomlásnak több oka is volt: Kenya több jogot kért Tanzániánál és Ugandánál a döntéshozó szervek gyűlésében. Ellentétek alakultak ki Idi Amin Dada, ugandai diktátor uralma miatt, aki azt követelte, hogy amíg Tanzánia egy tagállam, ne avatkozzon bele más országok belügyeibe. Harmadik oka pedig az eltérő gazdasági rendszerek: Kenyában kapitalizmus, Tanzániában szocializmus, Ugandában autokrácia volt jelen. Ezzel megszűnt a hatvanéves együttműködés, bár a kenyai kormány néhány tagja pezsgővel ünnepelte az összeomlást.
Később, 1993. november 30-án Daniel arap Moi Kenya, Yoweri Museveni Uganda és Ali Hassan Mwinyi Tanzánia elnöke aláírt egy szerződést a kelet-afrikai együttműködésről Arushában. Ennek következtében újra megkezdődött az integráció. A három ország újra kezdett
együttműködni politikai, gazdasági, társadalmi és kulturális téren, valamint a kutatási, technológiai, védelmi és igazságügyi dolgokban.
A Kelet-afrikai Közösség hivatalosan 1999. november 30-án jött létre újra, mikor az államfők aláírták az újraalapítási szerződést. Így huszonhárom év után ismét komoly együttműködések kezdődtek meg. A vámunióról szóló megállapodást 2004-ben írták alá, amely 2005. január 1-től lett hivatalos.
2023 januárjában a Kelet-Afrikai Közösség (EAC) közös valuta kibocsátását tervezi a következő négy éven belül. A Kelet-Afrikai Monetáris Intézet elhelyezéséről és a közös valuta kibocsátásának ütemtervének kialakításáról a szervezet Minisztertanácsának kell döntenie..

## Földrajz
A Kelet-afrikai Közösség területe a tagországok területét összeadva 1 820 664 km². Ez azt jelenti, hogy körülbelül akkora területet foglal magába, amely egy kicsit kisebb Mexikónál és egy picit nagyobb Alaszkánál. Ha egy országnak vesszük, a 17. legnagyobb állam lenne a világon. Bár Uganda, Ruanda és Burundi tengerparttal nem rendelkező ország, területükön sokkal több erdőség található.

### Vízrajz
A Nagy-tavak környékén nagyon sok magashegység található. Ilyen például a Kilimandzsáró (Tanzánia), a Mount Kenya (Kenya), a Stanley-hegy (Uganda/Kongói DK). A Kilimandzsáró Afrika legmagasabb csúcsa is egyben.
Itt található még a Turkana-tó (Kenya) is, amely a világ legnagyobb állandó sivatagi állóvize, és a legnagyobb lúgos vizű tó is. Víztérfogat szempontjából a világ negyedik legnagyobb sós vizű tava. A Viktória-tó a második legnagyobb édesvizű tó, amelyen Uganda, Tanzánia és Kenya osztozik. A Tanganyika-tó (Tanzánia/Kongói DK/Burundi/Zambia) a második legmélyebb tó a Földön.

### Állatvilág

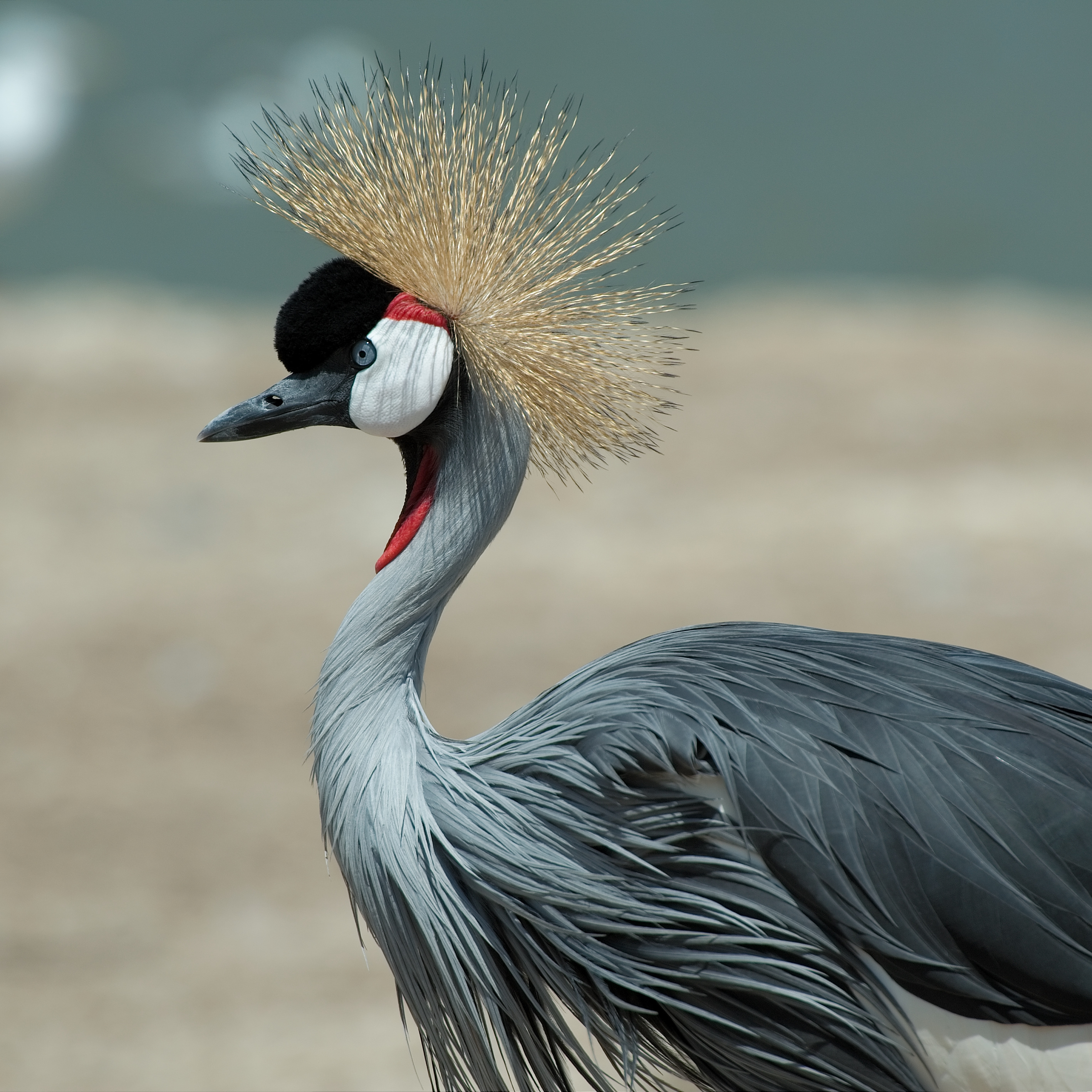
Szürkenyakú koronásdaru

A Kelet-afrikai Közösség mind az öt tagállamában megtalálhatók a térség (azaz a szavanna) jelképes állatai: az oroszlán, a leopárd, az elefánt, a bivaly és az orrszarvú. A gnúk migrációját világviszonylatban a hetedik legnagyobb természeti csodaként tartják számon. A tanzániai Serengeti Nemzeti Parkon és a kenyai Masai Mara Rezervátumon szinte folyamatos az állatok vándorlása. Tanzániának van a legszélesebb az állatvilág spektruma: elefántok, oroszlánok, zebrák számos faja megtalálható itt. Azonban vannak csak egy tagállamon belül megtalálható állatok, mint például Uganda esetében a szürkenyakú koronásdaru, amely az ország zászló- és címerállata is egyben. Kenyának van még a címerében állatmotívum, ez az oroszlán.
A Nagy-tavak élővilágának sokszínűsége világhírnevet hozott, különösen az emlősök tekintetében. Az emlősökön nagy számban fordulnak itt elő a világon ritka és védett fajok, mint például a flamingók vagy a strucc.

### Növényvilág
Az EAC otthont ad néhány igen ritka növénynek. Az éghajlati különbségek miatt országokon belül is változhat a természetes növénytakaró (ennek következtében természetesen a növényvilág is színesebb). Például Ugandában és Kenyában az északi, Tanzániában a középső területek igen szárazak, a növénytakaró a füves szavanna. Ezzel szemben a többi részen pedig többet esik eső, így ott erdők találhatók. A hegyekben magassággal változik a növénytakaró. A tengerpartokon pedig a mangrove növényeivel találkozhatunk.

## Politika
A Kelet-afrikai Közösség legfőbb gazdasági vezérországai: Uganda, Kenya és Tanzánia. Céljuk az országok közti föderáció létrejötte Kelet-afrikai Föderáció néven. Kenya a többlet tőkéjét külföldre viszi, Uganda munkahelyteremtéssel és felvevőpiacának bővítésével foglalkozik, Tanzánia szeretné megvalósítani a pánafrikanizmust. Sokan a nemzeti elitrétegből még éltek akkor, amikor az EAC elődje létezett. Ez az elitréteg örömmel gondol vissza társaival arra, hogyan oszlott fel az első Kelet-afrikai Közösség. Sokan azt állítják, hogy ez a történelmi ambíció lehetőséget ad arra az államfőknek, hogy a térség magasabb rendű képviselőinek tűnjenek fel. Ráadásul az EAC jövőbeli intézményei új jogköröket biztosítanának az államfők követőinek.

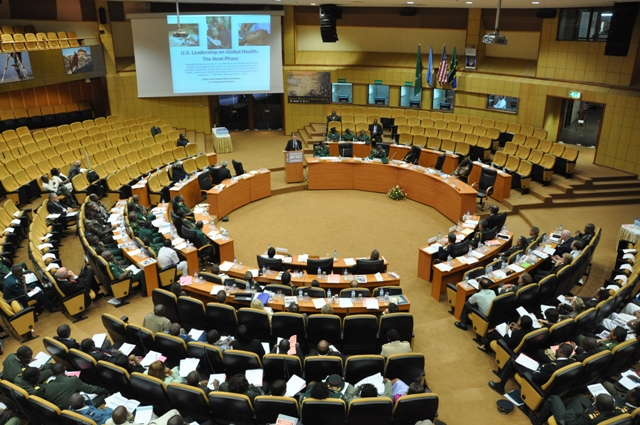
Az EAC kongresszusa

Sok a kérdés azzal kapcsolatban, hogy a politikai unió mértéke mennyire legyen komoly. Az elitréteg igen megosztott ebben a kérdésben. Egyesek azzal érvelnek az unió ellen, hogy a fiatalok nem tájékozottak az egyesülés folyamataival kapcsolatosan, míg mások úgy vélekednek az egyesülés mellett, hogy a mai világban elengedhetetlen a kelet-afrikai személyazonosság. A támogatottság a társadalomban az EAC létrejöttével kapcsolatban alacsony, a rossz távközlés (ennek következtében a rossz informáltság) miatt.
Az egyesülés menetének felgyorsításáról először 2004-ben voltak tárgyalások, ahol mind a három tagország elnöke konszenzusra jutott. Ezért létrehoztak egy bizottságot, melynek élén Kenya állt, hogy vizsgálják meg annak lehetőségét, hogy felgyorsítsák az integrációs folyamatokat, és hamarabb elérjék a politikai szövetséget, mint ahogy az korábban tervbe volt véve. Azonban aggályok merültek fel a tervvel kapcsolatban: a korábbi egyesülés lehetővé tenné a reakciós (visszahúzó) politika térnyerését. Azaz nem csak hogy a felgyorsított egyesülés folyamata bukna meg, hanem kérdésessé válna az egész EAC.
Továbbra is jelentős politikai különbségek vannak a tagországok között. Yoweri Museveni 2011-es választási győzelmével az ötödik elnöki ciklusát kezdte meg, ezzel kétséget ébresztve a többi ország népességében. A domináns pártrendszer, amely Ugandában és Tanzániában van, nem tetszik Kenyának, Tanzániának pedig Kenya etnikai-politikája nem tetszik. Ruandában a politikai vezetés elkötelezett abban, hogy a tuszik maradjanak hatalmon a hutukkal szemben. Burundiban pedig teljesen az ellentéte van jelen, a ruandai helyzetnek; a hutuk nem akarják, hogy a kisebbségben lévő tuszik hatalomra kerüljenek.
Afrikában tucatnyi kis közösség működik, ezek közül vannak olyanok, amelyek célja az országok közti kereskedelem erősítése, de vannak olyanok is, amelyek hasonlóan működnek, mint az EAC, politikai uniós céllal. A helyzetet továbbnehezítik a külső tényezők is. Tanzánia 2000-ben kilépett a Kelet- és Dél-afrikai Közös Piac nevű gazdasági szervezetből (amelyben addig mind az öt EAC-tag képviseltette magát), és helyette belépett a Dél-afrikai Fejlesztési Közösségbe (amelyben addig egyetlen EAC-tagországnak sem volt képviselete).
Míg a legtöbb tagország jobban járni gazdaságilag a társulással, nem hivatalos közvélemény-kutatások azt állítják, hogy a tanzániaiak 80%-a rosszabbul járna a változással. A tagországok közül Tanzániának van a legnagyobb területe, és a lakosok félnek, hogyha megtörténik az egyesülés, a föld nem lesz úgy felhasználva, mint most.

## Tagfelvétel
Leginkább Tanzánia támogatja a Kelet-afrikai Közösség bővítését. 2010-ben Tanzánia hivatalosan is felkérte Malawit, a Kongói Demokratikus Köztársaságot és Zambiát, hogy csatlakozzanak az EAC-hoz. Azonban Zambia és Kongó nem jelzett vissza, Malawi külügyminisztere, Etta Elizabeth Banda, pedig azt mondta, hogy tárgyalás nélkül semmiképpen sem csatlakoznak.

### Dél-Szudán
Kenya és Ruanda elnöke meghívták a dél-szudáni államfőt, Salva Kiir Mayarditot Dárfúrba, hogy aláírják a tagsági kérelmet. 2011. július közepétől Dél-Szudán hivatalosan is tagjelölt ország. Elemzők szerint Dél-Szudán korai erőfeszítései az infrastruktúra integrálására (beleértve a vasúti fejlesztések, és a kőolajvezetékek kiépítése Uganda és Kenya közreműködésével) 

Dél-Szudán zászlaja

 csökkentheti a Szudántól való függést, és megnövelheti az esélyét annak, hogy Dél-Szudánt felvegyék az EAC-ba. A Reuters úgy véli, hogy rövid távon Dél-Szudánnak van a legnagyobb esélye csatlakozni.
2011. szeptember 17-én egy dél-szudáni kormánypárti parlamenti képviselő azt mondta, hogy a kormány szívesen csatlakozna az EAC-hoz, azonban ha a csatlakozás megtörténne, félő, hogy az ország gazdasága lassítani az EAC növekedési mértékét, és az ország kilógna a tagországok közül. Egy hónappal később az elnök, Salva Kiir, cáfolta ezt az állítást, és bejelentette, hogy Dél-Szudán hivatalosan is megkezdte a lépéseket a csatlakozás útján.
2012 decemberében a kérelmet az EAC elhalasztotta, azonban a Dél-Szudánban élő ugandai boda-boda üzemeltetők ügye miatt keletkezett feszültség késlelteti az így is elhalasztott kérelmet.
2012-ben az EAC elhalasztotta, azonban Tanzánia elfogadta Dél-Szudán keresetét a felvétellel kapcsolatban, így Dél-Szudán is megtalálta a maga gazdasági közösségét térségében. 2013 májusában a Kelet-afrikai Közösség félretett 80 000 dollárt Dél-Szudán csatlakozására, habár a társulás 2016-ig biztosan nem történhet meg.
Egy csoport alakult meg az EAC-on belül, amely megvizsgálta Dél-Szudán ajánlatát azzal kapcsolatban, hogy milyen kiváltságokról mond le az önálló állam egy csoporthoz való csatlakozás érdekében. Azonban 2014 áprilisában elnapolást kért az ügyben, feltehetőleg az ott zajló polgárháború miatt.

### Szudán

Szudán zászlaja

Szudán is kérte felvételét a Kelet-afrikai Közösségbe, azonban Uganda és Tanzánia határozottan ellenezte a felvetést. Ez a két ország azzal indokolja tiltakozását, hogy Szudán (Dél-Szudán függetlenedése miatt ugyan) nem határos egyetlenegy EAC-taggal sem, diszkriminációt alkalmaznak a fekete-afrikaiakkal szemben, az emberi jogok megsértésében saját rekordját dönti meg, valamint a történelem során közvetett háború volt Szudán és Uganda között (ugyanis Szudán menedéket nyújtott az Ugandából menekülő Joseph Kony vezette Úr Ellenállási Hadserege nevű terrorszervezetnek. A két ország szerint szó sem lehet arról, hogy Szudán csatlakozzon. 2011 decemberében Szudán kérelmét az EAC elutasította. A szudáni kereset elutasítását az öt tagország államfői közleményben foglalták össze Bujumburában, Burundi fővárosában.
Omar el-Basír az elutasítás mögött egy összeesküvést sejtett hazája ellen. Ezt követően megvádolták az elnököt az idegenek kirekesztésével. 

Szomália zászlaja

 Később az elnök azt mondta, hogy országa szembeszállt a gazdasági szankciókkal, amelyeket Szudánra mértek.

### Szomália
Szomália képviselői 2012 márciusában adták le csatlakozási kérelmüket a Kelet-afrikai Közösség vezetőinek. Az ajánlatot megfontolták az EAC államfői ugyanazon év decemberében. Végül arra az álláspontra jutottak, hogy a Kelet-afrikai Közösség Tanácsa működjön együtt a szomáliai képviselőkkel, hogy alaposabban megvizsgálhassák, hogy Szomália megfelel-e a felvételi kritériumoknak. 2015 februárjában az EAC ismét tanácskozott az ügyben, azonban a döntést ismét elhalasztották azzal az indokkal, hogy a szomáliai kormány nem tette meg a szükséges előkészületeket.

## Népesség
2014 júliusában, az EAC tagállamok lakosságát összeadva, 153 301 178-an éltek a Kelet-afrikai Közösség területén. Ha egy országnak tekintenénk az EAC-ot, akkor a 10. legnépesebb ország lenne a világon.

### Legnépesebb városok
A Kelet-afrikai Közösség tagországaiban mindössze csak öt olyan város van, amelyeknek a népessége meghaladja az egymillió főt. Mindközül a legnagyobb a tanzániai Dar es-Salaam közel négy és félmillió lakossal. Őt követi Kenya fővárosa Nairobi. Utána következik Uganda központja, Kampala, amely a Viktória-tó környékén található városok közül a legnagyobb (a tó mellett még találhatók nagyobb települések mint Mwanza, Jinja vagy Kisumu). Negyedik helyen áll Ruanda fővárosa, Kigali. Meglepő módon Burundi székhelye, Bujumbura nem az ötödik helyen áll, mert őt megelőzi a kenyai kikötőváros, Mombasa.
Az EAC tagállamokat egybevéve a városi lakosság aránya 19,3%, az urbanizáció aránya 4,7%.
| №  | Ország                 | Népesség    | GDP (PPP) (Milliárd $) | GDP (Nominális) (Milliárd $) | Írástudás (%) |
| -- | ---------------------- | ----------- | ---------------------- | ---------------------------- | ------------- |
| 1. | Burundi                | 10 395 931  | 7.884                  | 2.723                        | 67.2          |
| 2. | Kenya                  | 45 010 056  | 125.77                 | 55.3                         | 87.4          |
| 3. | Ruanda                 | 12 337 138  | 17.362                 | 7.431                        | 71.1          |
| 4. | Tanzánia               | 49 639 138  | 84.884                 | 42.3                         | 67.8          |
| 5. | Uganda                 | 35 918 915  | 61.891                 | 22.926                       | 73.2          |
|    | Kelet-afrikai Közösség | 153 301 178 | 297.791                | 122.672                      | 73.34         |

### Nyelvek
Az EAC vallási megoszlása
Habár az EAC egyik hivatalos nyelve az angol, vidéki területeken a lakosság döntő része a másik hivatalos nyelvet, a szuahélit beszéli. Ez a bantu nyelvcsalád egyik típusa, amely a történelem folyamán keveredett az arabbal. Ennek köszönhetően sok szó származik az arabból; a szavak 15%-nak van valami köze az arab nyelvhez. Kezdetben a szuahéli nyelv írásrendszere arab betűkből állt, de miután az angol gyarmatosítók a 20. században a területre érkeztek, a latin írásrendszer kinyomta az arabot.
Két tagállamban hivatalos nyelv a francia: Ruandában és Burundiban. Az angol háromban: Ugandában, Kenyában és Tanzániában. Ezenkívül számtalan olyan törzsi nyelv akad, amit egy adott országon belül egy kis területen van használatban. Például Ugandában 56, Kenyában 42 helyi nyelv létezik. Az említett országokban az oktatás angol nyelven folyik.

### Vallás
Az EAC vallási szempontból viszonylag megosztott képet mutat. A lakosság legnagyobb része keresztény, ezen belül kétharmad - egyharmad arányban oszlanak meg a katolikusok és a protestánsok. Katolikus többség Ruandában, Burundiban és Ugandában van, protestáns többség pedig Kenyában. Ruandában a legnagyobb a keresztények aránya.
Ezenkívül sok muzulmán van a Kelet-afrikai Közösségben, legnagyobb részük Tanzániában lakik, ahol többséget alkotnak. Ugandában és Kenyában is élnek mohamedánok, akik mindkét országban körülbelül 10-15%-os kisebbségben vannak. A muzulmánok leginkább a tengerparton laknak. A tanzániai Zanzibár szigetén az ottani lakosság 99%-a muzulmán.
Emellett az EAC-ban laknak még ateisták, törzsi vallásúak és olyan animisták, akik Tanzánia elhagyott régióiban laknak leginkább, és az ország 30%-át teszik ki.

## Közlekedés

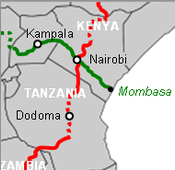
Kairó-Gaborone főútvonal
Lagos-Mombasa főútvonal

Az öt tagországból háromban (Uganda, Kenya, Tanzánia) bal oldali közlekedés van érvényben. Ruandában és Burundiban a vezetők jobbra kell hogy tartsanak. Mindegyik tagország igyekszik a lehető leggyorsabban a lehető legtöbb utat építeni. Az országokba (és egyben a kontinensre is) a legtöbb tőkét Kína viszi be. Kínai cégekkel hajtják végre a beruházásokat az országok kormányai: például az újonnan épülő vasútvonalakat és autópályákat.
Ruanda és Burundi kivételével mindegyik országon keresztül halad az egyre jobban kiépülő afrikai úthálózat valamelyik ága. Tanzániában a Kairó-Gaborone főútvonal halad át. Az út Kenyából érkezik az ország területére, és Zambiánál hagyja el azt. Ez az útvonal az ország észak-déli tengelye, közben áthalad a fővároson is Dodomán is.

Uganda esetében a Lagost Mombasával összekötő út halad át az országon. Az út a Kongói Demokratikus Köztársaság területéről lép be Ugandába és Kenyánál hagyja el az országot. 

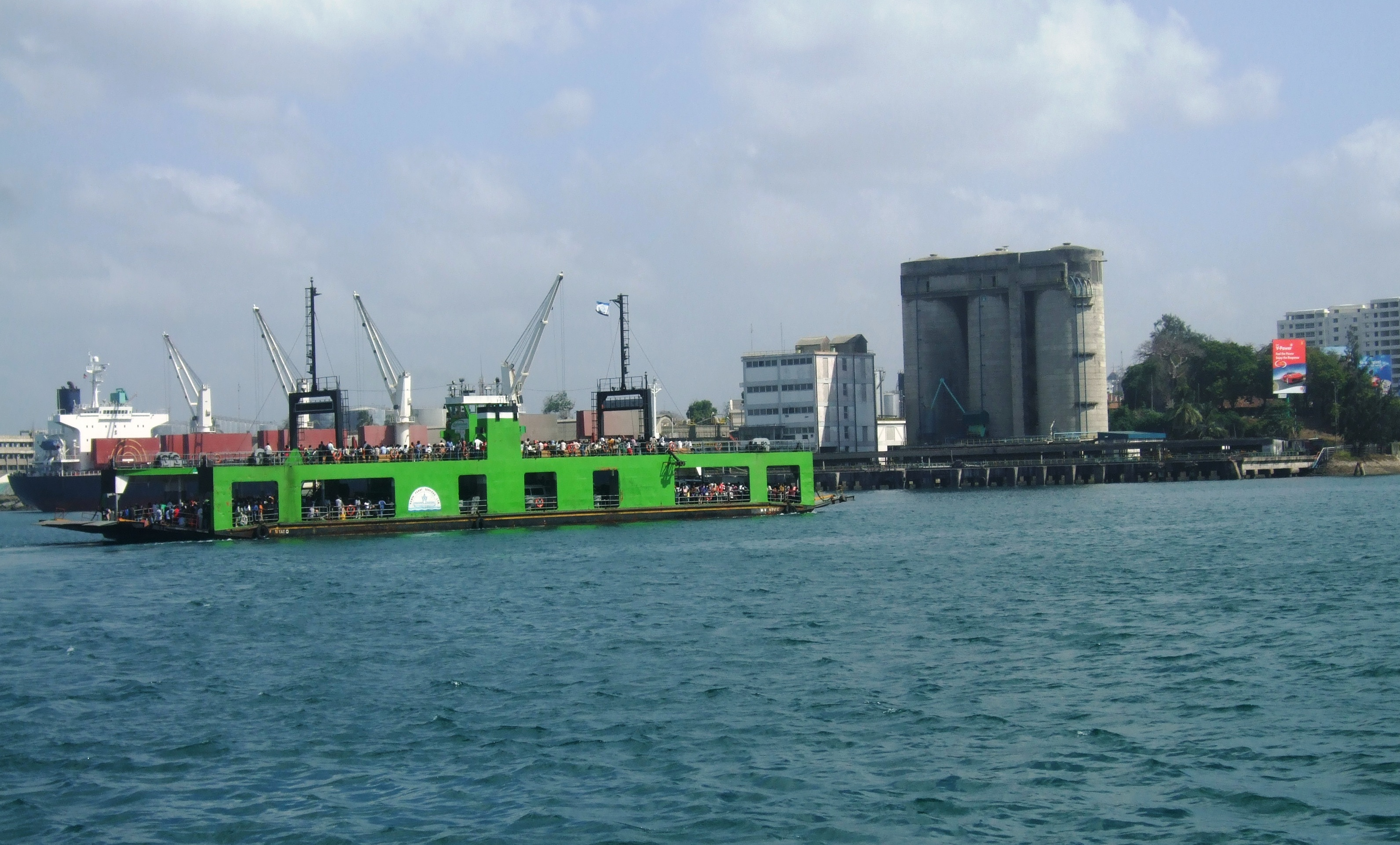
Kompok Mombasa kikötőjénél

 Ez az útvonal az ország kelet-nyugati tengelye, mindeközben érinti Kampalát is. Miután kiért a fővárosból, a Viktória-tó mellett halad.
Kenyánál ez a két út keresztezi egymást. Az egyik út észak-déli, a másik kelet-nyugati irányú. Nairobiba, a fővárosba mindkettő bemegy, és a belvárosban találkoznak. Az egyik út az országban ér véget, Mombasánál, a másik halad tovább dél felé.
Jelenleg a kenyai Mombasának van a legnagyobb forgalmat bonyolító kikötője. Korábban elkezdődött a lamui kikötő újjáépítése és bővítése, hogy a Mombasába érkező forgalmat és túlterhelést enyhítse. Ez a beruházás 22 milliárd dollárba kerül. Ennek ellenére mégsem Kenyában lesz az EAC legnagyobb kikötőben, hanem Tanzániában, ahol egy Bagamoyo nevű település mellett lesz egész Afrika legnagyobb kikötője, melynek kapacitása 20 millió konténer lesz.
Afrika legnagyobb repülőtere szintén a kenyai Nairobiban található. Habár a reptér még építés alatt áll, tervek szerint évi 20 milliós utasforgalmat is lebonyolíthat. Ez a beruházás 55 milliárd kenyai shillingbe kerülhet, amely átszámítva 650 millió dollárnyi összegre rúg.

### Útlevél
A tagországok közül Uganda, Kenya, Ruanda és Tanzánia a regionális gazdasági és politikai integráció keretében közös útlevelet is életbe szeretne léptetni. A Kelet-afrikai útlevél hivatalosan 1999. április 1-től létezik. Az állampolgárok a nairobi, kampalai és dar es-salaami bevándorlási minisztériumban vehetik meg 10 dollárért (vagy az ott hivatalos fizetőeszközzel is ki lehet fizetni) cserébe. Az útlevél elkészítése két három hétig tart, és maga az útlevél hat hónapig érvényes. Ezzel a kelet-afrikai lakosok zökkenőmentesen léphetnek át a határon.

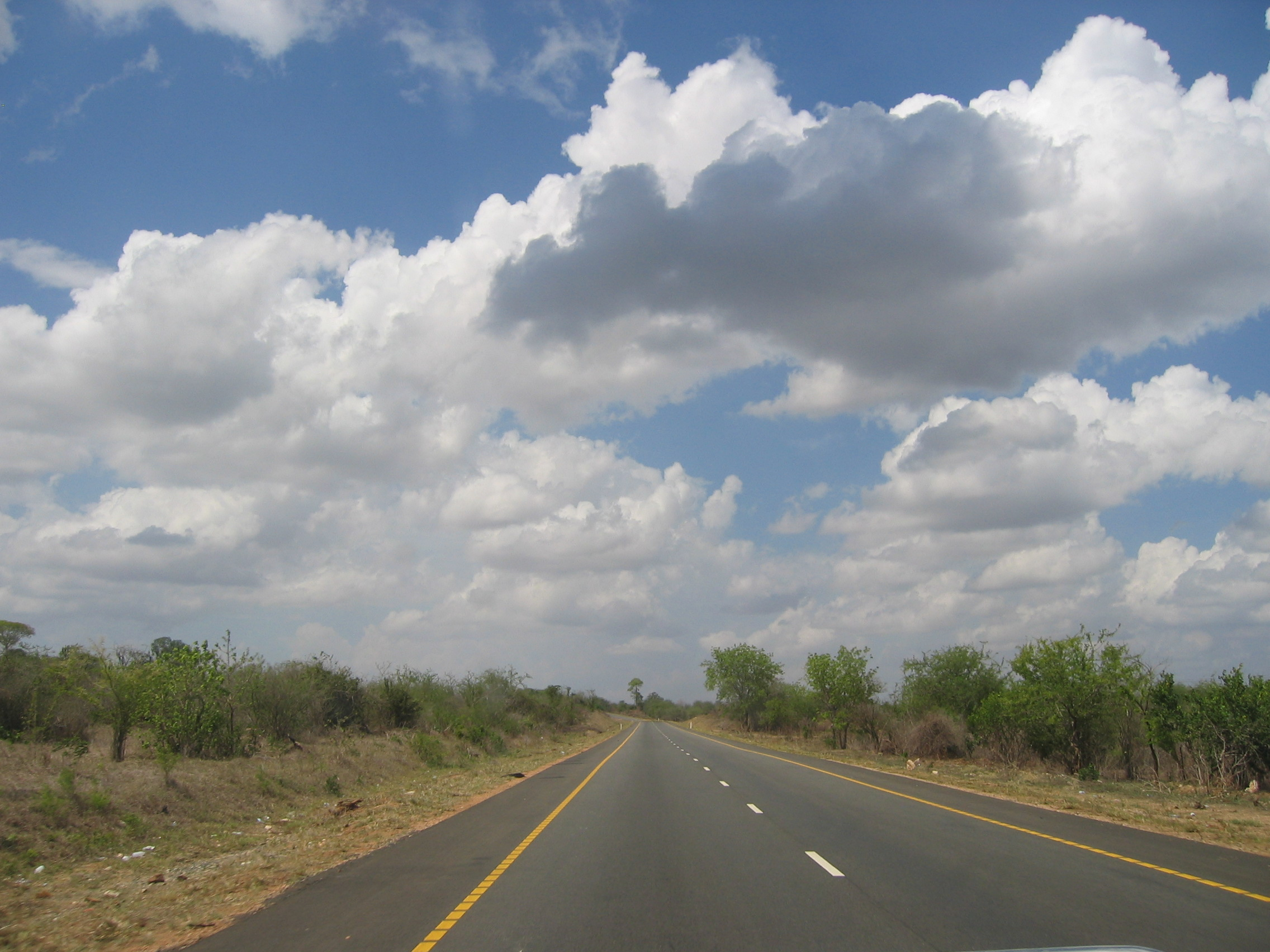
Közút Tanzániában a kenyai határ közelében

### Vízum
Az Ugandába, Ruandába, Kenyába és Tanzániába utazók igényelhetik a kelet-afrikai közös vízumot mellyel az összes érintett országba beléphetnek. Korábban azt hitték, hogy az egységes Kelet-afrikai Egységes Turista Vízum már 2006 novemberére is készen lehet. A vízum érvényes lett volna az akkori tagokra (Kenya, Tanzánia és Uganda). Ki lehetett volna adni bármely tagállam nagykövetségén.
Azonban az érintett hatóságok nem hagyták jóvá az EAC integrációs programját. Emiatt a tagországok utazási irodái megkérték a tagországok állam- és kormányfőit, hogy gyorsítsák fel az egyeztetéseket. Azt követően, hogy az EAC Miniszterek Tanácsa elfogadta ezeket a kéréseket, egy átmeneti megoldás jött létre; ha a turisták egy átlagos vízumot kértek, beutazhattak azzal bármelyik tagországba.
Az Egységes Turista Vízum 2014. január 1-től jött létre Ruanda, Kenya és Uganda között, azonban a vízum kibocsátásának időpontját elhalasztották a bürokrácia miatt.

## Gazdaság

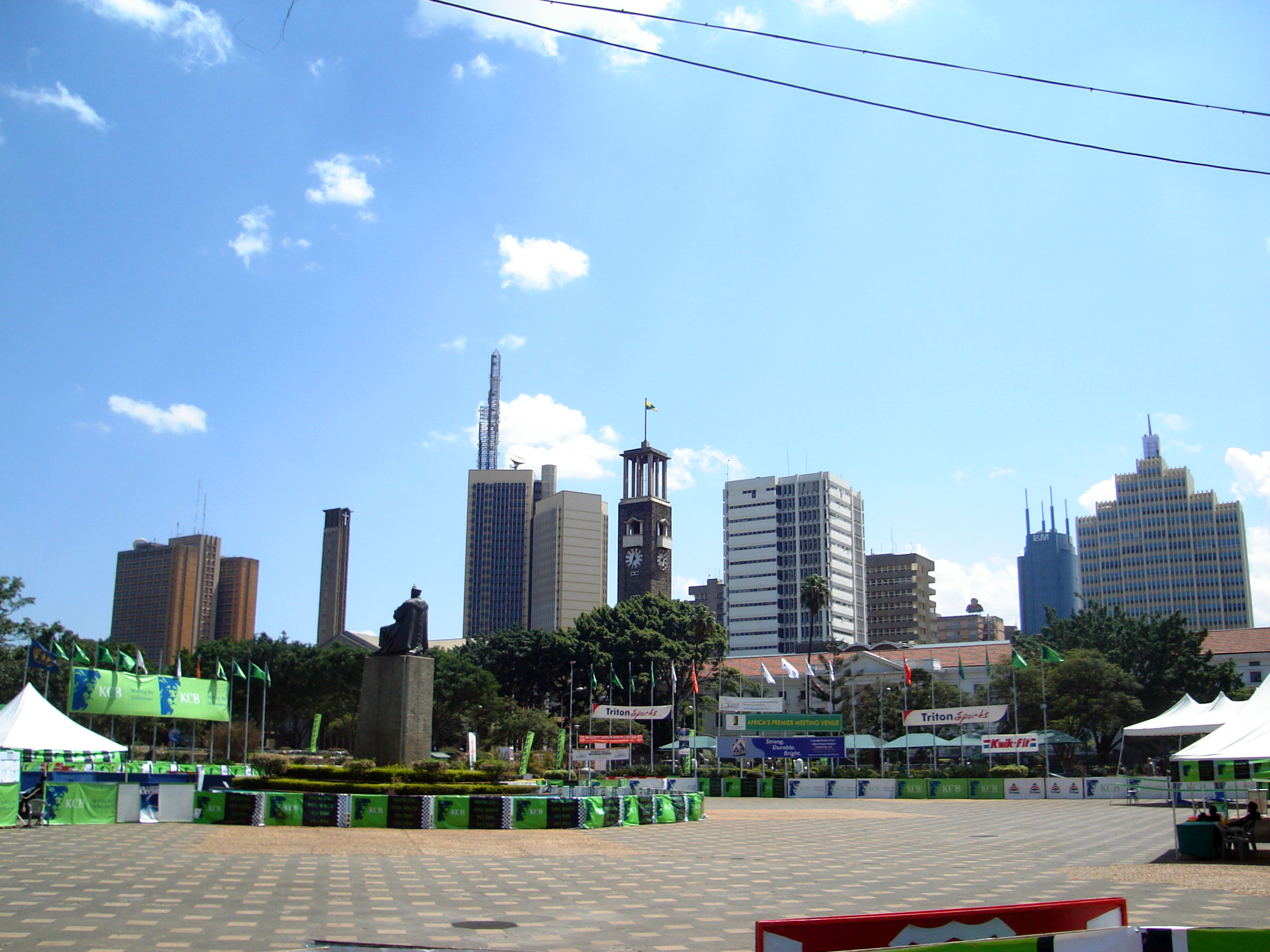
Nairobi belvárosa

### Pénzügy
Annak ellenére, hogy Dar es-Salaamnak van a legnagyobb népessége a közösségen belül, mégis inkább Nairobi tekinthető a környék üzleti, pénzügyi és közlekedési csomópontnak. Az egész közösség legnagyobb cégei itt székelnek, beleértve a régió legnagyobb légitársaságát, a Kenya Airwayst, a legnagyobb médiavállalatot, a Nation Media Groupot és a legnagyobb pénzügyi intézményt, a Kenya Commercial Bankot.
A legnagyobb multinacionális vállalatok afrikai szárnyának központjai is itt találhatók meg: a Toyota, a Coca-Cola vagy a Google legnagyobb leányvállalata is Nairobiban van. Nonprofit intézmények is megvetették itt a lábukat. Például az ENSZ Környezetvédelmi Programját (UNEP) is innen irányítják.
Kenya fővárosa ezeken kívül otthont ad az EAC legnagyobb értéktőzsdéjének is. Itt zajlik Afrika negyedik legnagyobb kereskedelmi élete. Az itt található repülőtér az egyik legnagyobb a kontinensen; körülbelül 5 - 6 miilió utas fordul meg évente ezen a repülőtéren.

### Vámunió
A vámunió legfontosabb szempontjai:
1. Közös külső vám külső országból érkező import esetén
2. Vámmentes kereskedelem a tagországok között
3. Közös vámügyi eljárások

A tervek szerint különböző mértékű vámot alkalmaznak alapanyagokra (0%), félkész termékekre (10%), késztermékekre (25%). A 25%-os vám mértéke a maximum, azaz azon felüli rátára nem lehet felvinni a vám mértékét. Ezzel jelentősen csökkennek az eddig vámmértékek, ami eddig Kenyában 35%, Tanzániában 40%, Ugandában pedig 15% volt. A technika hozzájárulása is szükséges, hogy összehangolják és modernizálják a vámeljárásokat az EAC kikötőiben. Feltételezések szerint a régión belüli kereskedelem növekedése nem egy generált munka lesz, hanem a régión belüli kereskedelmi eltéréseknek lesznek az eredményei. Ezzel jól járna Kenya, Tanzánia és Burundi, azonban rosszul Uganda és Ruanda járna. A kereskedelmi integráció szempontjából valószínűleg rosszul járna az EAC a tagállamok közti vám eltörlésével, mert gyakorlatilag csak a tagállamok közt bonyolódik le nagyobb kereskedelem, idegen országokból érkező áruk mértéke csekély.

### Üzleti trendek
Az EAC integrációjának előnyeivel kapcsolatban az üzleti vezetők sokkal optimistábbak, mint a közgazdászok.
A fontosabb gazdasági szereplők a bővülő regionális piaccal kapcsolatban is bizakodóak. A gazdasági-regionális fejlesztések kialakulóban vannak:
- A régión belüli munkamegosztásról is döntöttek a vezetők. A feldolgozóipar a tengerpartra költözne át, és onnan szállítanák a kész terméket a hátországokba, azaz Ugandába, Ruandába és Burundiba.
- A tagországok közötti kereskedelmi és szolgáltatási együttműködések mértéke is megnövekedett. Például Kenya a Kenya Commercial Bank révén pénzügyi szolgáltatásokat nyújt Ugandának, Tanzániának és Szudánnak.
- Jelei vannak egy olyan üzleti kultúra kialakulásának, ahol a méretgazdaságosság révén a cégek növekvő mérethozadékot termelnek.